# ماریا دیزیا
ماریا دیزیا (انگلیسی: Maria Dizzia؛ زادهٔ ۲۹ دسامبر ۱۹۷۴) هنرپیشه اهل ایالات متحده آمریکا است. وی از سال ۱۹۹۸ میلادی تاکنون مشغول فعالیت بوده‌است.
از فیلم‌ها یا برنامه‌های تلویزیونی که وی در آن نقش داشته‌است می‌توان به همسر خوب، مارتا مارسی می مارلین، مارجین کال، زن دیگر، لولا در برابر، کاپیتان فیلیپس، داستان واقعی، تا وقتی جوانیم، مد روز، ویلیام، لولا در مقابل و ۳ نسل اشاره کرد.